# مريم زكريا
مريم زكريا (بالإنجليزية: Maryam Zakaria)‏ (و. 1985 – م) هي ممثلة، وعارضة من الهند. ولدت في طهران.

## نبذة
مريم زكريا ممثلة ولدت في طهران بإيران و تحمل الجنسية السويدية , كما أنها تعمل في الهند كعارضة أزياء.

## وصلات خارجية
- مريم زكريا على موقع IMDb (الإنجليزية)
- مريم زكريا على موقع قاعدة بيانات الفيلم (الإنجليزية)